# Цудзигири
Цудзигири (辻斬り или 辻斬, дословно: убийство на перекрестке, англ. Tsujigiri) — японская практика, когда самурай, получив новую катану или разрабатывая новый вид боя или оружия, испытывал его эффективность, нападая на случайного оппонента, как правило, случайного беззащитного прохожего, во многих случаях в ночное время. Практикующие это также назывались цудзигири.
В эпоху средневековья этот термин относился к традиционной дуэли между «буси», но в период Сэнгоку (1467—1600) повсеместная анархия вызвала деградацию обычая, который перерос в обычные убийства без разбора, что допускалось неограниченной властью «буси». Вскоре после того, как порядок был восстановлен, сёгунат Эдо запретил эту практику в 1602 году. Нарушители карались смертью. Единственный известный случай, когда очень большое количество людей было убито в период Эдо, произошел в 1696 в Ёсивара (吉原百人斬り - "Убийство сотни человек в Ёсивара"), когда состоятельный дворянин в психическом припадке убил катаной десятки проституток. Он рассматривался властью как обычный убийца и был приговорён к смерти. Позже был поставлен спектакль кабуки об этом инциденте.
Практика цудзигири упоминается в философских дебатах по поводу морального релятивизма Мэри Мидгли в 1989 в её работе «Can’t We Make Moral Judgements?» («Можем ли мы делать моральные суждения?») и в «Heart and Mind: The Varieties of Moral Experience» (1981).